# 胃底腺ポリープ
胃底腺ポリープ（いていせんポリープ、Fundic gland polyp; FGP）とは、胃粘膜に発生する代表的な無茎性ポリープであり、胃酸分泌細胞（壁細胞）の分布する胃底部から胃体部に単発または多発する。人間ドックなどの際の胃透視検査でポリープを指摘され発見される場合もあれば、内視鏡検査で偶然発見される機会もある。診断には病変の一部を生検し、病理組織学的検査を行うことが必要である。

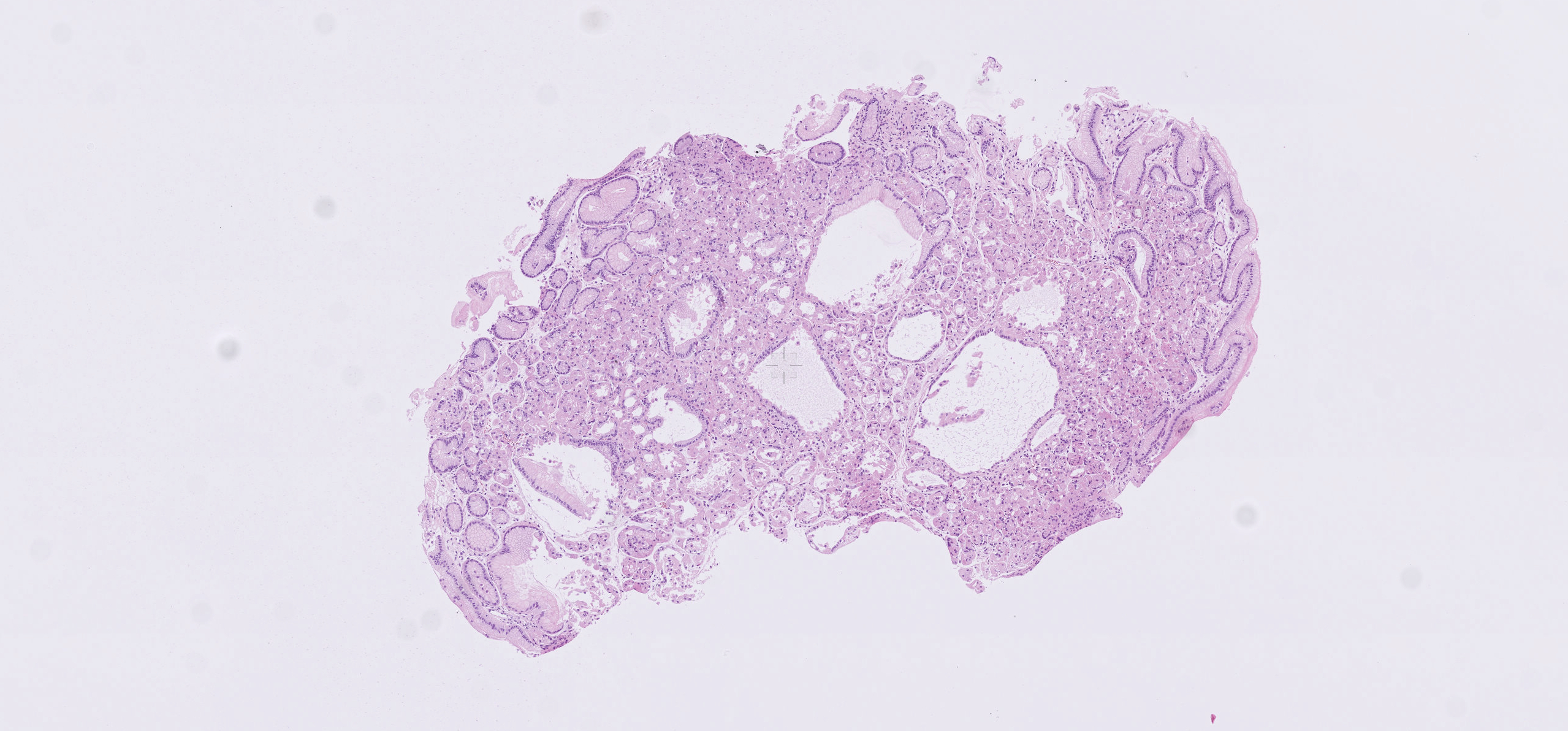
胃底腺ポリープ

## 概要
Abraham SCらの報告によれば、内視鏡検査を実施したヒトの0.9-1.9%に胃底腺ポリープが認められる。男女差が歴然としてあり、圧倒的に成人女性に多い病変である。単発例より多発例が多い。偶然の検査をきっかけに発見されることが多く、無症状の患者がほとんどである。慢性萎縮性胃炎の原因となるHelicobacter pylori(ヘリコバクター・ピロリ)の感染の合併がほとんどないことも特記される。このようなケースは「散発性胃底腺ポリープ(sporadic FGP)」と呼ばれることが多い。
一方、常染色体優性遺伝性疾患である家族性大腸ポリポーシス(familial adenomatous polyposis; FAP)の患者に生ずる多発性胃底腺ポリープは「症候性胃底腺ポリープ(syndromic FGP)」と呼ばれている。FAP患者の胃のポリープとしては腺腫よりも高頻度に認められ、若い年齢層に発生し男女とも同率である。胃体部粘膜（胃酸分泌域）に密在して分布する傾向がある。
胃底腺ポリープの病因は議論が続いている。FGPはHelicobacter pylori感染との関連はない。プロトンポンプ阻害剤（PPI）による制酸剤治療との関連を指摘する報告もあるが、研究者によっては否定的な見解を表明している。最もホットな話題は，胃底腺ポリープが過形成病変か腫瘍かの議論である。従来の病理学者は胃底腺ポリープを胃底腺細胞（壁細胞、主細胞、腺頚部粘液細胞）の過形成または過誤腫であると主張していた。しかし、近年のAbraham SCらの研究グループは、散発性または症候性の胃底腺ポリープ病変に分子遺伝学的解析に基づいて、Wnt signaling pathwayでの体細胞変異が生じていることを指摘し、過形成というよりは胃腺細胞のクローナルな増殖であることを証明している．すなわち通常型の胃腺腫とは形態は異なるが分子遺伝学的背景は同じで、腫瘍性病変に近いことを提唱している。散発性FGPと症候性FGPではそれぞれ異なる分子に遺伝子レベルの変異が生じていることも同じ研究者らにより指摘されている。詳細は下記の文献を参照されたい。
引用文献：
- Abraham SC, Park SJ, Cruz-Correa M, Houlihan PS, Half EE, Lynch PM, Wu TT. Frequent CpG island methylation in sporadic and syndromic gastric fundic gland polyps. Am J Clin Pathol 2004;122:740-746.
- Abraham SC, Nobukawa B, Giardiello FM, et al. Fundic gland polyps in familial adenomatous polyposis: neoplasms with frequent somatic APC gene alterations. Am J Pathol 2000;157:747-754.